# 634659 Colombo
634659 Colombo è un asteroide della fascia principale. Scoperto nel 2012, presenta un'orbita caratterizzata da un semiasse maggiore pari a 2,779373 UA e da un'eccentricità di 0,047236, inclinata di 6,314743° rispetto all'eclittica.